# سورية دراما
قناة سورية دراما قناة فضائية سورية حكومية تتبع التلفزيون العربي السوري، بدأ بث القناة التجريبي في سوريا في 1-1-2009م، هدفها كان دعم الدراما السورية بعد النجاحات الكبيرة التي حققتها في العالم العربي وتسليط الضوء على قضايا المجتمع السوري بشكل خاص والعربي بشكل عام من قضايا اجتماعية وثقافية واقتصادية وسياسية وحياتية للمواطن السوري والعربي.
ومن الأعمال التي ستنتجها القناة هي أعمال السينما السورية والمسلسلات التلفزيونية السورية بالإضافة إلى برامج وسهرات تلفزيونية، وتتعاون القناة مع القطاع الخاص من حيث الإنتاج والتسويق.
تعمل القناة على قمر النيل سات المصري على التردد:11938 عمودي 27500 كما قدمت جزءا كبيرا من عروض الدراما السورية التي قدمها التلفزيون العربي السوري وتلفريون لُبنان مثال مسلسل (مرايا) ومسلسلات غوار ومسلسلات فيروز ومسرحيات غوار وفيروز والعديد من الأفلام المحلية السورية عمليا، وتخصص قسما لعروض مباريات وعروض أخرى رياضية وبث مباشر لأحداث إخبارية سياسية، مما يجعلها قناة هادفة من خلال مواكبتها (نبض) الشارع السوري من مختلف المناحي.

## وصلات خارجية
- الهيئة العامة للإذاعة والتلفزيون - سورية